# International Crisis Group
International Crisis Group (ICG) es una organización no gubernamental, fundada en 1995, dirigida a la resolución y prevención de conflictos armados internacionales. ICG combina el trabajo de especialistas en el terreno y las labores de sensibilización desde sus sedes, ubicadas en los cuatro continentes. Actualmente monitoriza más de sesenta conflictos internacionales.
En la actualidad, ICG cuenta con un amplio reconocimiento internacional. Se le considera fuente de información para gobiernos e instituciones que trabajan de manera activa por la paz y la resolución de conflictos.
Asimismo, se le reconoce como una de las fuentes independientes más destacadas e imparciales de análisis y asesoramiento sobre prevención y resolución de conflictos armados, a gobiernos e instituciones intergubernamentales como las Naciones Unidas (ONU), la Unión Europea y el Banco Mundial.
International Crisis Group cuenta con nueve oficinas regionales que cubren más de sesenta países y zonas de conflicto. Las sedes principales se encuentran en Bruselas, Washington D. C., Nueva York y Londres.
La organización cuenta con un equipo de 130 empleados de 49 nacionalidades diferentes, ubicados en el terreno en nueve oficinas regionales y otras catorce locales. Crisis Group publica anualmente alrededor de noventa informes y un boletín mensual llamado CrisisWatch, que evalúa el estado de unos setenta países considerados áreas abiertas de conflicto o con posibilidad de conflicto.

## Historia
La ICG fue fundada en 1995 por el británico Mark Malloch Brown (Exvicepresidente de la ONU y del Banco Mundial), Morton Abramowitz (diplomático estadounidense), Fred Cuny, Georges Mitchell y diferentes personalidades políticas y sociales de ambos lados del Atlántico como respuesta de paz a las tragedias ocurridas en Somalia, Ruanda y Bosnia.
La International Crisis Group esta copresidida por el británico Christopher Patten y el norteamericano Thomas R. Pickering. En enero de 2000, el australiano Gareth Evans asumió el cargo de Presidente y Jefe Ejecutivo. En julio de 2009 fue sucedido por la canadiense Louise Arbour.
La ICG comenzó humildemente con dos personas en una oficina de Londres, y un equipo de trabajo de campo en los Balcanes y en el Oeste de África.

## Actuación
El trabajo de la Internacional Crisis Group se basa en la recogida de información y su estudio de países susceptibles, para prevenir o resolver los conflictos; y su colaboración con gobiernos e instituciones, apoyando y asesorando en el avance de negociaciones de paz como en Sudán, Burundi, o Nepal.
Cada año publican alrededor de 90 análisis e informes, además de la edición mensual de la revista CrisisWatch donde informan de la situación de los conflictos abiertos y posibles.
Sus expertos ofrecen diferentes puntos de vista y estrategias a seguir para diversos conflictos y crisis como el desarrollo de la energía nuclear en Irán o el conflicto árabe-israelí.
Los agentes de investigación desplazados a la zona del conflicto son capaces de ofrecer información detallada no obtenible por otros medios, como la Unión de Tribunales Islámicos de Somalia.

## Misión
ICG es considerado un actor internacional que juega un papel importante en seis áreas fundamentales:
1. Dando alertas en el boletín mensual CrisisWatch, y a través de ‘alertas puntuales’ sobre determinadas crisis.
2. Actuando detrás de situaciones críticas tales como negociaciones de paz, a través de asesoramiento y apoyo técnico.
3. Produciendo análisis y asesoramiento sobre conflictos abiertos o potenciales zonas susceptibles de conflictos a lo largo del mundo. La ICG ayuda a tomar decisiones a la ONU y al Consejo de Seguridad, a organizaciones regionales, a países donantes, y a otras instituciones influyentes. Al mismo tiempo, también ayuda a los gobiernos de los países en riesgo, a prevenir, manejar, y resolver conflictos, así como a la reconstrucción de los países afectados. Ejemplos recientes incluyen Irak (particularmente Kirkuk), Guinea, la República Democrática de Congo, Haití, Afganistán y el sur de Tailandia.
4. Proporcionando información detallada sobre conflictos, violencia masiva y terrorismo. Como por ejemplo, sobre Jemaah Islamiya en Indonesia, los grupos yihadistas en Pakistán y Afganistán y sobre las Cortes Islámicas en Somalia.
5. Ofreciendo nuevos enfoques estratégicos en algunos de los conflictos y crisis más importantes del mundo, desafiando o reformulando la opinión imperante.
6. Defendiendo enérgicamente un orden internacional basado en la diplomacia y no en la fuerza, enfocado a influir en las resoluciones de la ONU y su estructura institucional, recurriendo a la nueva norma internacional acerca de la ‘responsabilidad de proteger’.

## Financiación
La International Crisis Group recibe soporte económico de varias instituciones gubernamentales de muchos países europeos además de Australia, Canadá, Turquía y EE. UU.
También recibe fondos de instituciones internacionales, organizaciones no gubernamentales y fundaciones privadas.
Y en su llamado Concejo de Asesoría se encuentran empresas multinacionales.
.

## Áreas de trabajo

### Latinoamérica y Caribe
La International Crisis Group es considerada una fuente independiente, destacada e imparcial de análisis y asesoramiento a gobiernos e instituciones intergubernamentales. Es proveedora de información de primera mano tanto para medios nacionales como internacionales.

#### Colombia
No obstante algunos avances en materia de seguridad, Colombia sufre aún el impacto del conflicto más antiguo de América Latina. Los grupos insurgentes FARC y ELN, si bien debilitados, aun mantienen una fuerza considerable al lado de nuevos grupos armados ilegales y sucesores de paramilitares, todos alimentados por el narcotráfico. Crisis Group da seguimiento a las transformaciones del conflicto y propone políticas públicas hacia su solución. Basado en investigación de terreno, proveemos un análisis profundo de temas como los riesgos de infiltración criminal en la política, el impacto de la violencia en grupos vulnerables y los esfuerzos de reparación a las víctimas así como de reinserción de excombatientes. Analizamos las relaciones del país con sus vecinos, las perspectivas de paz con los grupos armados ilegales así como las políticas públicas para hacer frente a nuevas amenazas de seguridad.

#### Venezuela
Venezuela vive un aumento de tensiones políticas y sociales con miras a las elecciones presidenciales del 2013 al mismo tiempo que el país registra una de las tasas de homicidio más altas del mundo. Crisis Group estudia las causas de la violencia, incluyendo la presencia de grupos armados, procesos de militarización de la sociedad civil y el marcado deterioro institucional. Al analizar la creciente polarización en el marco de la aceleración del proyecto Bolivariano, formulamos recomendaciones para prevenir un estallido de la violencia política y para el fortalecimiento de la institucionalidad democrática.

#### Guatemala
Guatemala sufre de una ola de violencia sin precedentes que amenaza socavar el estado de derecho.  Su índice actual de homicidios, entre los más altos del mundo, excede los niveles alcanzados durante la guerra civil que terminó en 1996.  Situado en una de las más importantes rutas para el tráfico de droga destinada al mercado estadounidense, Guatemala tiene poca capacidad para enfrentarse al crimen organizado. La ineficiencia y corrupción del sistema judicial permiten que la inmensa mayoría de los crímenes queden impunes. Crisis Group busca fortalecer la capacidad del estado guatemalteco para proteger la seguridad de sus ciudadanos, sin poner en peligro sus derechos humanos. Sus investigaciones se centran en analizar el impacto de las redes ilícitas, el funcionamiento de las instituciones públicas, los avances de la Comisión Internacional contra la Impunidad y otros temas claves de seguridad y democracia.

#### Haití
Mucho antes de que el devastador terremoto dejara cerca de 250.000 muertos y medio millón de desplazados, creando una crisis humanitaria sin precedentes, Haití se caracterizaba por la debilidad de sus instituciones, un frágil estado de derecho y una pobreza agravada que afecta a más del 70% de la población. El lento proceso de recuperación, un brote de cólera que ha dejado más de 4000 muertes y las dificultades para elegir un gobierno legítimo para acelerar la reconstrucción, han dejado este país en una posición mucho más volátil. Crisis Group analiza las raíces que subyacen en la inestabilidad de Haití y propone recomendaciones prácticas para eliminar los obstáculos hacia la estabilización, la reconstrucción y el desarrollo del país.

#### Ecuador, Perú, Bolivia
Crisis Group analiza periódicamente la situación de estos tres países y publica actualizaciones en los crisis watch mensuales. En Ecuador, uno de los países políticamente más volátiles de la región, proveemos análisis de los factores que influencian la estabilidad política y social en tiempos en que la “revolución ciudadana” del Presidente Correa intenta marcar un fuerte cambio con el sistema tradicional dominado por las élites. En Perú nuestro enfoque recae en la creciente importancia del país para el cultivo de coca, la producción de cocaína y los riesgos de conflicto asociados. Analizamos también el rol de la subversión muy debilitada pero sobreviviente de Sendero Luminoso, así como los niveles de conflicto social elevados. Por último, en Bolivia, nuestro seguimiento se concentra en la creciente polarización política y social, efecto de un nuevo orden constitucional, así como en los riesgos vinculados a la evolución del tráfico de drogas y de la presencia del crimen organizado en el país.

### Otros Países
Además de estos países, Crisis Group también cubre conflictos en otras partes del mundo:
En África, ha publicado informes sobre Burundi, República Centroafricana, Chad,   República Democrática del Congo, Ruanda, Etiopía / Eritrea, Kenia, Somalia, Sudán del Sur, Sudán, Uganda, Angola, Madagascar, Zimbabue, Camerún, Costa de Marfil, Guinea, Guinea-Bissau, Liberia, Nigeria y Sierra Leona.
En Asia: Kazajistán, Kirguistán, Tayikistán, Turkmenistán, Uzbekistán, Corea del Norte, estrecho de Taiwán, China, Afganistán, Bangladés, Cachemira, Nepal, Pakistán, Sri Lanka,
Birmania/Birmania, Camboya, Indonesia, Filipinas, Tailandia, Timor Oriental, Singapur.
En Europa: Albania, Bosnia y Herzegovina, Croacia, Kosovo, Macedonia, Montenegro, Serbia, Armenia y Azerbaiyán, Georgia, Moldavia, Turquía y Chipre.
En Oriente Medio y África del Norte: Israel-Territorios ocupados de Palestina, Líbano, Siria, Irak, Jordania, Argelia, Egipto, Túnez, Libia, Baréin, Arabia Saudita, Yemen.

## Premios
En enero de 2011, Crisis Group fue catalogado como uno de los "Top 10" Think Tanks en el Mundo en una encuesta de revisión por pares llevada a cabo por el Programa “Think Tanks and Civil Societies” del Instituto de Investigación de Política Exterior, con sede en Filadelfia. En la misma encuesta en enero del 2009, Crisis Group ocupó el primer lugar en "Mejor uso de los medios” (impresos o electrónicos) para comunicar sus programas e investigaciones.